# 角運動量
角運動量（かくうんどうりょう、英語: angular momentum）とは、運動量のモーメントを表す力学の概念である。

## 定義
位置 r において、運動量 p を持つ質点の原点まわりの角運動量 L は
{\displaystyle {\boldsymbol {L}}\equiv {\boldsymbol {r}}\times {\boldsymbol {p}}}
で定義される。
ここで、× は外積である。
従って、角運動量の大きさ L は
{\displaystyle L=rp\,\sin \theta }
と表される。ここで、θ は r と p のなす角を、r, p はそれぞれ r, p の大きさを表す。
質点が質量 m、速度 v のとき、運動量は p = mv であり、角運動量は
{\displaystyle {\boldsymbol {L}}={\boldsymbol {r}}\times m{\boldsymbol {v}}=m{\boldsymbol {r}}\times {\boldsymbol {v}}}
となる。
また、角速度が ω のとき、角運動量は
{\displaystyle {\boldsymbol {L}}=I{\boldsymbol {\omega }}}
と表すことができる。ここで I は慣性テンソルである。

### 座標原点の移動
角運動量は、その定義から座標原点の選択に依存する。原点を位置 a へ移動した座標系を考える。新たな座標系における量を ' を付けて表すものとすれば、r' = r − a, p' = p であり
{\displaystyle {\boldsymbol {L}}'={\boldsymbol {r}}'\times {\boldsymbol {p}}'={\boldsymbol {r}}\times {\boldsymbol {p}}-{\boldsymbol {a}}\times {\boldsymbol {p}}={\boldsymbol {L}}-{\boldsymbol {a}}\times {\boldsymbol {p}}}
となる.

## 運動方程式
質点の角運動量の時間変化は
{\displaystyle {\frac {d{\boldsymbol {L}}}{dt}}={\boldsymbol {r}}\times {\frac {d{\boldsymbol {p}}}{dt}}+{\frac {d{\boldsymbol {r}}}{dt}}\times {\boldsymbol {p}}}
となる。ここで、ニュートンの運動方程式 dp/dt = F を用いれば、第一項は力のモーメント N = r×F となる。また、第二項は (dr/dt)×p = mv×v = 0 となる。したがって、角運動量はニュートンの運動方程式と同様なオイラーの運動方程式
{\displaystyle {\frac {d{\boldsymbol {L}}}{dt}}={\boldsymbol {N}}}
を満たす。
力のモーメントはその定義から座標原点の選択に依存する。しかし、座標原点の移動による力のモーメントの変化と角運動量の変化が相殺され、運動方程式は常に成り立つ。

## 角運動量の保存
力のモーメントが 0 であるとき、角運動量は時間とともに変化せず一定となる。このことを角運動量保存の法則（角運動量の保存則）という。力のモーメントが 0 となるのは、力が 0 であるか、力が位置ベクトルと平行であるときである。
力が作用していないときは等速直線運動となる。等速直線運動においては運動量と角運動量はともに保存する。これに対し等速円運動においては、運動量の大きさは一定であるが向きが時間により変化するため運動量は保存せず、角運動量のみが保存する。
力が位置ベクトルと平行であるときは
{\displaystyle {\boldsymbol {F}}({\boldsymbol {r}})=f(r)\,{\boldsymbol {r}}}
と表すことができる。この形の力は中心力と呼ばれる。

## 質点系の角運動量
角運動量は加法的な量であり、系の全角運動量は、部分の角運動量の和であらわされる。質点系の全角運動量 L は、質点 i の角運動量を li とすれば
{\displaystyle {\boldsymbol {L}}=\sum _{i}{\boldsymbol {l}}_{i}=\sum _{i}{\boldsymbol {r}}_{i}\times {\boldsymbol {p}}_{i}}
である。質量中心 rg に全質量 M があると考えたときの角運動量は
{\displaystyle {\boldsymbol {L}}_{\mathrm {g} }=M{\boldsymbol {r}}_{\mathrm {g} }\times {\frac {d{\boldsymbol {r}}_{\mathrm {g} }}{dt}}}
となる。全角運動量と Lg の差は、質量中心からみた相対運動の角運動量とみなすことができる。
{\displaystyle {\boldsymbol {L}}_{\mathrm {r} }={\boldsymbol {L}}-{\boldsymbol {L}}_{\mathrm {g} }}

質点 i の角運動量の時間変化は、質点 i に作用する力のモーメント Ni = ri×Fi に等しく
{\displaystyle {\frac {d{\boldsymbol {l}}_{i}}{dt}}={\boldsymbol {N}}_{i}={\boldsymbol {r}}_{i}\times {\boldsymbol {F}}_{i}}
を満たす。ここで質点 i に作用する力 Fi を、外力 fi と、質点 j が及ぼす内部相互作用 fij に分ると、力のモーメントは
{\displaystyle {\boldsymbol {N}}_{i}={\boldsymbol {r}}_{i}\times ({\boldsymbol {f}}_{i}+\sum _{j}{\boldsymbol {f}}_{ij})}
と表される。全角運動量の時間変化を考えると
{\displaystyle {\frac {d{\boldsymbol {L}}}{dt}}=\sum _{i}{\frac {d{\boldsymbol {l}}_{i}}{dt}}=\sum _{i}{\boldsymbol {r}}_{i}\times {\boldsymbol {f}}_{i}+\sum _{i,j}{\boldsymbol {r}}_{i}\times {\boldsymbol {f}}_{ij}}
となる。運動の第3法則から fji = −fij なので、内力のモーメントの和は
{\displaystyle \sum _{i,j}{\boldsymbol {r}}_{i}\times {\boldsymbol {f}}_{ij}={\frac {1}{2}}\sum _{i,j}({\boldsymbol {r}}_{i}\times {\boldsymbol {f}}_{ij}-{\boldsymbol {r}}_{i}\times {\boldsymbol {f}}_{ji})={\frac {1}{2}}\sum _{i,j}({\boldsymbol {r}}_{i}-{\boldsymbol {r}}_{j})\times {\boldsymbol {f}}_{ij}}
と変形できる。
ここで、内力が中心力であるならば、内力 fij は質点 i の質点 j から見た相対位置 ri − rj と平行で、内力のモーメントの和は 0 となる。
このとき
{\displaystyle {\frac {d{\boldsymbol {L}}}{dt}}=\sum _{i}{\boldsymbol {r}}_{i}\times {\boldsymbol {f}}_{i}}
となり、質点系の全角運動量の時間変化は作用する外力のモーメントの総和と等しくなる。

## 回転運動と角運動量

固定された回転軸をもつ系に対して、力を作用させた時の物理量の関係。力のモーメント τ と、位置 r と力 F との関係（上の式）、および角運動量 L と位置 r と運動量 p との関係（下の式）。

角運動量は回転運動と深く関係している物理量である。ただし、角運動量自体は回転運動をしていなくとも定義される物理量である。
惑星間に働く万有引力は中心力であり、したがって、惑星の角運動量は保存される。保存則は、ケプラーの第2法則の「面積速度一定」と密接な関わりがある。
時刻 t における位置ベクトル r(t) と、微小な時間 dt が経った後の位置ベクトル r(t + dt) が作る微小な三角形の面積は
{\displaystyle d{\boldsymbol {S}}={\frac {1}{2}}{\boldsymbol {r}}(t)\times {\boldsymbol {r}}(t+dt)}
である。
従って、面積速度は
{\displaystyle {\frac {d{\boldsymbol {S}}}{dt}}={\frac {1}{2}}{\boldsymbol {r}}(t)\times {\boldsymbol {v}}(t)={\frac {1}{2m}}{\boldsymbol {L}}(t)}
となり、面積速度が一定ならば、角運動量も一定となる。

### 角速度
角速度 ω は
{\displaystyle {\boldsymbol {\omega }}={\frac {2}{r^{2}}}{\frac {d{\boldsymbol {S}}}{dt}}={\frac {1}{r^{2}}}{\boldsymbol {r}}\times {\boldsymbol {v}}}
と表される。従って、質点の慣性モーメントは
{\displaystyle I=mr^{2}}
となる。
原点を中心とした円運動をしている質点の速度 v は次のように表される。
{\displaystyle {\boldsymbol {v}}={\boldsymbol {\omega }}\times {\boldsymbol {r}}}

## 量子力学での角運動量
量子力学では、角運動量は以下の交換関係を満たす演算子 {\displaystyle {\hat {\boldsymbol {J}}}} として定義される。
{\displaystyle [{\hat {J}}_{x},{\hat {J}}_{y}]=i{\hat {J}}_{z},~[{\hat {J}}_{y},{\hat {J}}_{z}]=i{\hat {J}}_{x},~[{\hat {J}}_{z},{\hat {J}}_{x}]=i{\hat {J}}_{y}}
あるいは、3つの式をまとめて
{\displaystyle [{\hat {J}}_{i},{\hat {J}}_{j}]=i\epsilon _{ijk}{\hat {J}}_{k}}
{\displaystyle \epsilon _{ijk}} は完全反対称テンソルである。これらの交換関係は角運動量代数と呼ばれる。
この角運動量の性質を調べると、
{\displaystyle {\hat {\boldsymbol {J}}}={\hat {\boldsymbol {L}}}+{\hat {\boldsymbol {S}}}}
の二つの部分に分けられ、それぞれが角運動量代数を満たす。
{\displaystyle [{\hat {L}}_{i},{\hat {L}}_{j}]=i\epsilon _{ijk}{\hat {L}}_{k},~[{\hat {S}}_{i},{\hat {S}}_{j}]=i\epsilon _{ijk}{\hat {S}}_{k},~[{\hat {L}}_{i},{\hat {S}}_{j}]=0}
軌道角運動量 {\displaystyle {\hat {\boldsymbol {L}}}} は、 {\displaystyle {\hat {\boldsymbol {L}}}={\hat {\boldsymbol {r}}}\times {\hat {\boldsymbol {p}}}} のように位置と運動量の外積で表すことができ、その固有値が整数のみに限られる。
スピン角運動量 {\displaystyle {\hat {\boldsymbol {S}}}} は、位置と運動量では表現することができず、その固有値が整数に加えて半整数も許される。

## 特殊相対性理論での角運動量
特殊相対性理論においては二階テンソル{\displaystyle L^{\mu \nu }}として定義される。
{\displaystyle L^{\mu \nu }=2!x^{[\mu }p^{\nu ]}\rightarrow {\begin{bmatrix}0&L^{z}&-L^{y}&cN^{x}\\-L^{z}&0&L^{x}&cN^{y}\\L^{y}&-L^{x}&0&cN^{z}\\-cN^{x}&-cN^{z}&-cN^{y}&0\\\end{bmatrix}}}
ここで，四元位置{\displaystyle x^{\mu }}，四元運動量{\displaystyle p^{\mu }}，および質量モーメント{\displaystyle {\boldsymbol {N}}}は次式で定義される。
{\displaystyle {\begin{aligned}(x^{\mu })&=(x,~y,~z,~ct),\\(p^{\mu })&=(p_{x},~p_{y},~p_{z},~E/c),\\{\boldsymbol {N}}&=m({\boldsymbol {r}}-{\boldsymbol {v}}t)\end{aligned}}}

## 対称性との関係
角運動量は空間の等方性（回転対称性）に対応する保存量である。空間の一様性（併進対称性）に対応する保存量である運動量、時間の一様性に対応する保存量であるエネルギーとともに、基本的な物理量である。それぞれ「角運動量保存の法則」、「運動量保存の法則」、「エネルギー保存の法則」に関連づけられる。